# هنري أغسطس فيرغسون
هنري أغسطس فيرغسون (بالإنجليزية: Henry Augustus Ferguson)‏ هو رسام طبيعة ‏ ورسام أمريكي، ولد في 1842، وتوفي في 1911 بسبب ذات الرئة.